# 三多寨镇
三多寨镇，是中华人民共和国四川省自贡市大安区下辖的一个乡镇级行政单位。

## 行政区划
三多寨镇下辖以下地区：
三多寨社区、芦家村、狮子村、联合村、徐家村、龙斗村、轿子村、同春村、红灯村、长河村、石龙村、元湾村、三关村、洞云村、杨柳村、高家村、八甲村和公平村。

## 中国传统村落
2013年8月，三多寨村被评为第二批中国传统村落。